# Стенбоки
Стенбо́ки (лат. Raphicerus) — карликовые антилопы из семейства полорогих (Bovidae).
Стенбоки эндемики Африки, обитающие к югу от Сахары, от Кении на севере до Западно-Капской провинции в Южной Африке.

## Виды
- Обыкновенный стенбок (Raphicerus campestris)[1]
- Грисбок (Raphicerus melanotis)[1]
- Стенбок Шарпа (Raphicerus sharpei)[1]

## Галерея

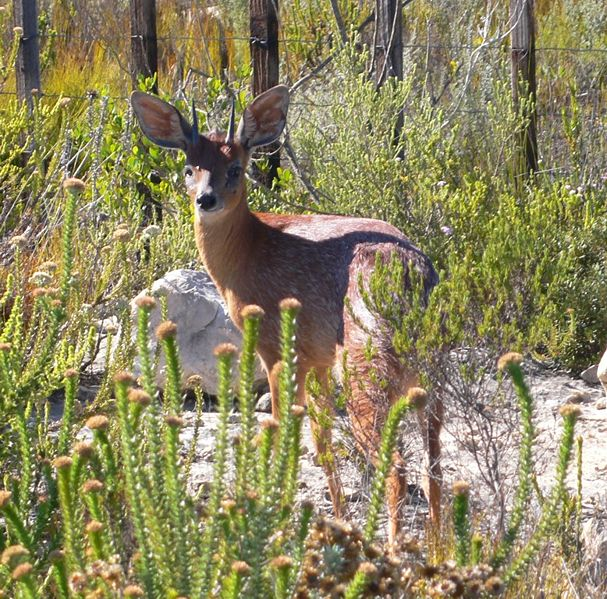
Грисбок
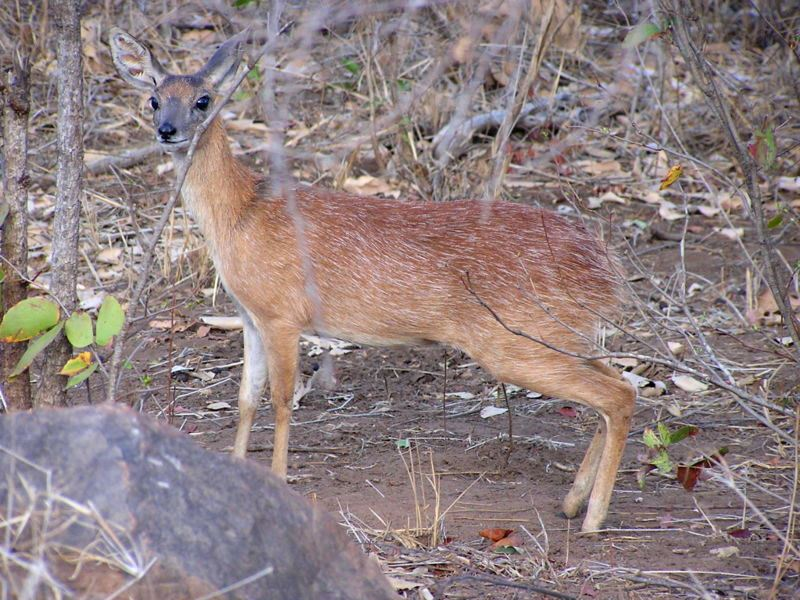
Стенбок Шарпа